# 자이스 이콘 테낙스 2

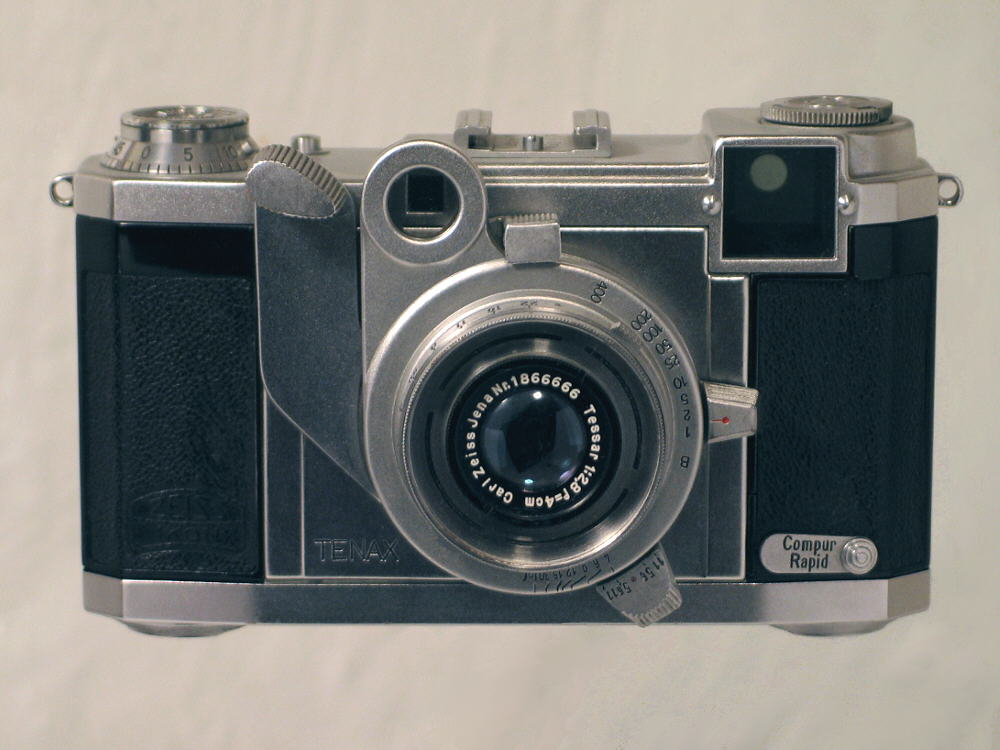
자이스 이콘 테낙스 2

자이스 이콘 테낙스 2(Zeiss Ikon Tenax II)는 1938년에 만들어진 35mm 필름을 사용하는 작은 레인지 파인더 카메라이다. 콘탁스, 넷탁스, 슈퍼넷텔 등 대부분의 카메라는 35mm 필름의 24×36mm 프레임 크기를 사용하나, 이 카메라는 24×24mm 프레임을 사용하여 35mm 필름에서 50판을 촬영할 수 있다.